# Mustafa Dil
Mustafa Dil (* 17. April 1960 in Rize) ist ein ehemaliger türkischer Fußballspieler.

## Karriere
Dil spielte zwei Jahre lang für Galatasaray Istanbul. Für die Gelb-Roten kam er in elf Ligaspielen zum Einsatz. 1980 wechselte Dil zum Zweitligisten Kayserispor. Nach Kayserispor folgte Anadolu. Seine Zeit bei Anadolu war die torreichste für ihn, in 54 Ligaspielen erzielte er 16 Tore. 1985 spielte der Stürmer auf Leihbasis bei Kocaelispor.
1987 kehrte Dil zurück zu Kayserispor und beendete 1990 seine Karriere bei Vanspor.